# Julia Koralun-Bereźnicka
Julia Koralun-Bereźnicka – polska ekonomistka, dr hab. nauk ekonomicznych, adiunkt Katedry Finansów Przedsiębiorstw Wydziału Zarządzania Uniwersytetu Gdańskiego.

## Życiorys
W 2000 ukończyła studia ekonomiczne na Uniwersytecie Gdańskim, 15 grudnia 2003  obroniła pracę doktorską Wpływ procesu integracji ekonomicznej na stopień zróżnicowania gospodarek krajów Unii Europejskiej, 6 lipca 2017 habilitowała się na podstawie pracy zatytułowanej Wpływ kraju i sektora oraz wielkości przedsiębiorstwa na strukturę kapitału przedsiębiorstw w krajach Unii Europejskiej. Pracowała w Katedrze Ekonomii i Zarządzania na Wydziale Przedsiębiorczości i Towaroznawstwa Akademii Morskiej w Gdyni.
Pracuje na stanowisku adiunkta w Katedrze Finansów Przedsiębiorstw na Wydziale Zarządzania Uniwersytetu Gdańskiego.